# Sophia Bush

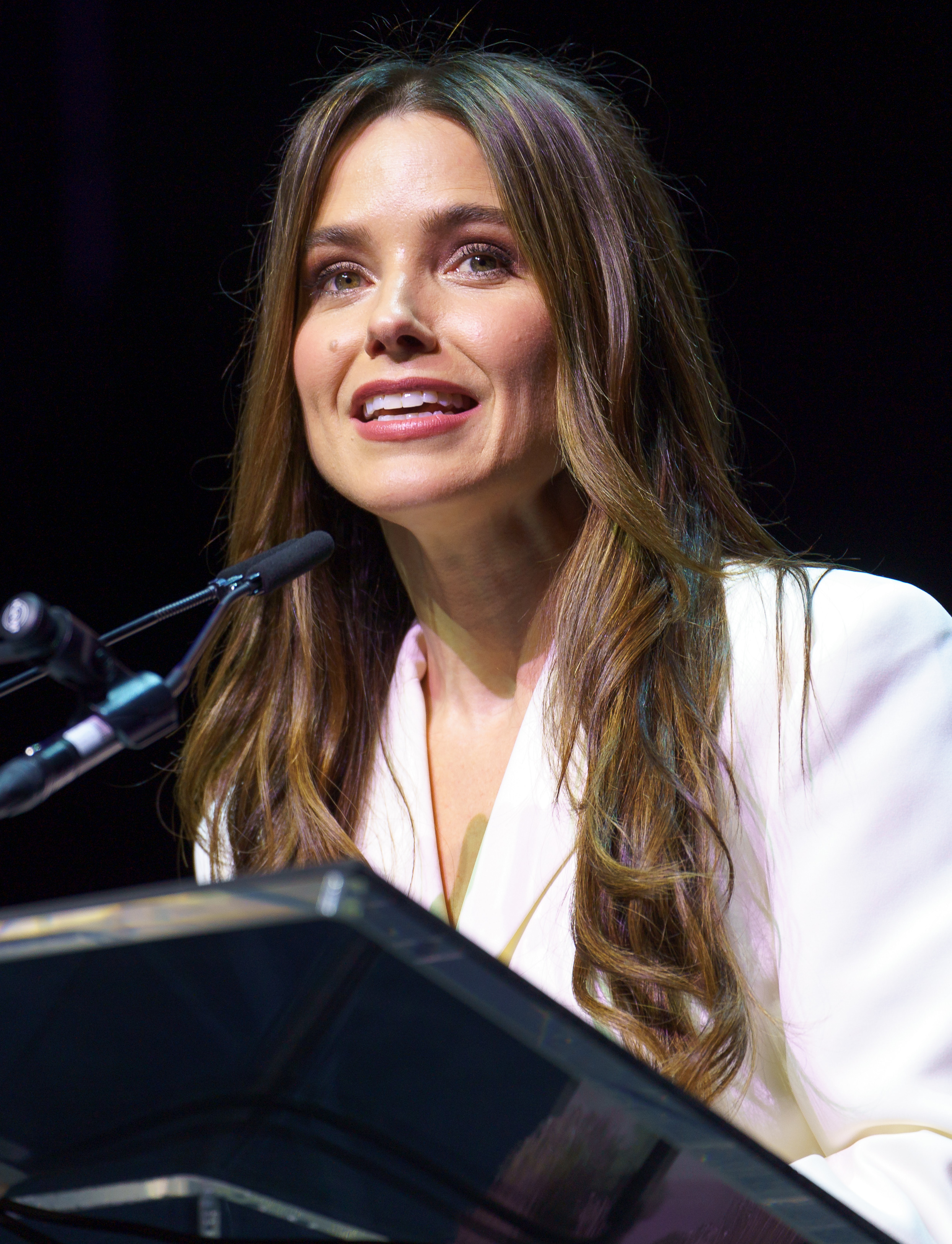
Sophia Bush (2024)

Sophia Anna Bush (* 8. Juli 1982 in Pasadena, Kalifornien) ist eine US-amerikanische Schauspielerin.

## Leben und Karriere
Sophia Bush ist das einzige Kind des Fotografen Charles William Bush und seiner Frau Maureen. Mit 18 Jahren wurde sie zur Pasadena Rose Queen gekürt. Sie studierte drei Jahre Journalismus an der University of Southern California, ehe sie sich der Schauspielerei widmete.
Erstmals war Bush in der Komödie Party Animals – Wilder geht’s nicht! in der Rolle der Sally an der Seite von Ryan Reynolds vor der Kamera zu sehen. Danach spielte sie Gastrollen in den Fernsehserien Sabrina – Total Verhext! und Nip/Tuck. Nach zwei Fernsehspielfilmen erhielt sie die Rolle der Brooke Davis in der Serie One Tree Hill. 2005 spielte sie die Zoey Lang an der Seite von Aaron Carter in Supercross. 2006 folgten der Horror-Thriller Stay Alive und die erfolgreiche Teeniekomödie Rache ist sexy. 2007 zeigte sie sich in dem Horror-Thriller The Hitcher, einem Remake von Hitcher, der Highway Killer (1986). 2008 spielte sie an der Seite von Kevin Zegers und Vincent D’Onofrio im Film The Narrows, im selben Jahr wirkte sie im Film Table for Three mit. Anfang 2012 wurde bekannt gegeben, dass sie nach dem Ende von One Tree Hill für eine Hauptrolle in der Comedyserie Partners gecastet wurde, die sich unter anderem kritisch mit der Unterdrückung von Homosexuellen auseinandersetzt. Jedoch wurde die Serie nach sechs Episoden wieder eingestellt. Von Januar 2014 bis Mai 2017 verkörperte sie in einer Hauptrolle der Serie Chicago PD, einem Spin-off von Chicago Fire, die Erin Lindsay.
Am 16. April 2005 heiratete Bush in Santa Monica Chad Michael Murray, einen Schauspielerkollegen aus One Tree Hill. Die Ehe der beiden hielt nur fünf Monate und wurde im Dezember 2006 geschieden. Bis zur sechsten Staffel von One Tree Hill, die 2009 ausgestrahlt wurde, standen sie dennoch weiterhin zusammen vor der Kamera, bis Murray nach Ende der sechsten Staffel die Serie verließ. Bis Anfang 2012 war Bush mit Austin Nichols, ebenfalls ein Schauspieler aus dem One-Tree-Hill-Cast, liiert. Von Januar 2013 bis Februar 2014 war Bush mit dem Google-X-Manager Dan Fredinburg liiert, der beim Erdbeben in Nepal im April 2015 ums Leben kam. Im Juni 2022 heiratete sie den Unternehmer Grant Hughes, reichte aber im Herbst 2023 die Scheidung ein. Im April 2024 outete Bush sich als queer und gab ihre Beziehung zu der US-Fußballerin Ashlyn Harris bekannt.

## Sonstiges

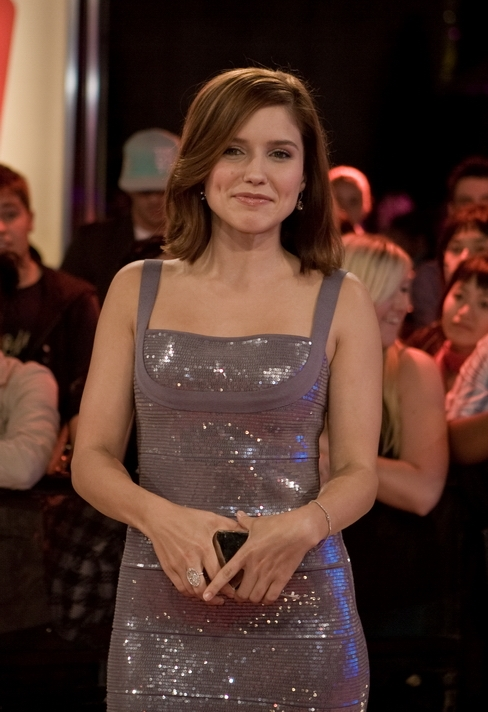
Bush in Toronto (2008)

Im November 2006 war Bush auf dem Cover der Zeitschrift Maxim neben ihren One-Tree-Hill-Kolleginnen Hilarie Burton und Danneel Harris zu sehen. 2007 wurde sie von der Zeitschrift auf Platz 24 der 100 heißesten Frauen der Welt gewählt.
Bei der Präsidentschaftswahl in den Vereinigten Staaten 2008 setzte sich Bush aktiv für die Wahl Barack Obamas ein. Sie wirkte unter anderem in einem Video mit, das sich gegen die Diskriminierung homosexueller Ehen einsetzt. Neben ihr waren auch Stars wie Alicia Silverstone und Jane Lynch beteiligt.
2010 nahm Bush an einem Halbmarathon teil, einer Spendenaktion für die Opfer der Ölpest im Golf von Mexiko 2010. Außerdem engagierte sie sich zusammen mit ihrem Exfreund Austin Nichols für das von Matt Petersen geleitete Unternehmen Global Green. Zusammen mit Amy Kuney und Austin Nichols stellte sie außerdem die Benefits-CD Gasoline Rainbows zusammen, für die verschiedene Musiker ihre Songs beigesteuert haben. Das Album wurde über iTunes veröffentlicht und ist dort auch erhältlich; der Erlös fließt komplett den Opfern der Ölpest im Golf von Mexiko zu.

## Filmografie (Auswahl)
- 2002: Party Animals – Wilder geht’s nicht! (National Lampoon’s Van Wilder)
- 2003: Nip/Tuck – Schönheit hat ihren Preis (Nip/Tuck, Fernsehserie, drei Folgen)
- 2003: Sabrina – Total Verhext! (Sabrina, the Teenage Witch, Fernsehserie, Folge 7x17)
- 2003: Der Brandstifter (Points of Origin)
- 2003: The Flannerys
- 2003: Learning Curves
- 2003–2012: One Tree Hill (Fernsehserie, 187 Folgen)
- 2005: Supercross
- 2006: Stay Alive
- 2006: Rache ist sexy (John Tucker Must Die)
- 2007: The Hitcher
- 2008: The Narrows
- 2009: Table for Three
- 2011: Powder Girl (Chalet Girl)
- 2012–2013: Partners (Fernsehserie, 13 Folgen)
- 2013–2017: Chicago Fire (Fernsehserie, elf Folgen)
- 2014–2016: Law & Order: Special Victims Unit (Fernsehserie, vier Folgen)
- 2014–2017: Chicago P.D. (Fernsehserie, 84 Folgen)
- 2015–2017: Chicago Med (Fernsehserie, sechs Folgen)
- 2016: HelLA (Fernsehserie, Folge 2x01)
- 2017: Chicago Justice (Fernsehserie, Folge 1x13)
- 2017: Marshall
- 2018: Acts of Violence
- 2018: Alex, Inc. (Fernsehserie, Folge 1x06)
- 2018: Die Unglaublichen 2 (Incredibles 2, Stimme)
- 2019: Easy (Fernsehserie, Folge 3x03)
- 2019: Jane the Virgin (Fernsehserie, Folge 5x12)
- 2019: Drunk History (Fernsehserie, Folge 6x13)
- 2020: Hard Luck Love Song
- 2020: This Is Us – Das ist Leben (This Is Us, Fernsehserie, Folge 4x10)
- 2020–2022: Love, Victor (Fernsehserie, neun Folgen)
- 2021: False Positive
- 2022: Good Sam (Fernsehserie, 13 Folgen)
- 2022: Deborah
- 2024: Junction
- seit 2024: Grey’s Anatomy (Fernsehserie)
- 2025: The Stranger in My Home

## Auszeichnungen
- 2007: Teen Choice Awards: Beste Schauspielerin in einer Komödie für Rache ist sexy
- 2007: Teen Choice Awards: Beste Schauspielerin in einem Thriller für The Hitcher
- 2007: Teen Choice Awards: Beste Newcomerin für Rache ist sexy und The Hitcher
- 2007: Vail Film Festival: Rising Star Award
- 2010: Reality Care Achievement Awards: The Young Philanthropist Achievement Award
- 2010: Global Green USA Sustainable Design Awards: Entertainment Design
- 2011: VH1 Do Something Awards: Do Something Twitter Award

Nominierungen
- 2005: Teen Choice Awards: Beste TV-Schauspielerin in einem Drama für One Tree Hill
- 2006: Teen Choice Awards: Beste TV-Schauspielerin in einem Drama für One Tree Hill
- 2008: Teen Choice Awards: Beste TV-Schauspielerin in einem Drama für One Tree Hill
- 2010: Teen Choice Awards: Beste TV-Schauspielerin in einem Drama für One Tree Hill